# La morte di RINquore (14/2/08)
La morte di RINquore (14/2/08) è un EP del rapper italiano Rancore pubblicato nel 2016.
Il disco è un concept album che parla dell'adolescenza del rapper dietro l'alterego di "Rinquore", che rappresenta il lato romantico dell'artista.

## Tracce
Testi di Tarek Iurcich.
1. M'accollo – 3:26
2. Harakiri – 3:47
3. Rapper al rovescio – 3:07
4. L'acqua der Tevere – 1:35
5. Esercizi di stile (Rinquore) – 3:04
6. La morte di Rinquore – 3:32

Durata totale: 18:31